# Бактериохлорофиллы
Бактериохлорофи́ллы — гетерогенная группа фотосинтетических тетрапиррольных пигментов, которые синтезируются различными аноксигенными фототрофными бактериями, осуществляющими фотосинтез без выделения кислорода.
Спектральные свойства бактериохлорофиллов в клетках значительно отличаются от растворов, и определяются нековалентными взаимодействиями их молекул с содержащими их белками, а также друг с другом.

## Химическая структура бактериохлорофиллов

Сравнение химических структур порфина, хлорина и бактериохлорина На каждую связь в макроцикле приходится два пи-электрона.

Бактериохлорофиллы a, b и g являются бактериохлоринами, то есть содержат в своём составе бактериохлориновый макроцикл с двумя восстановленными пиррольными кольцами (II и IV).
Бактериохлорофиллы с-f, как и хлорофиллы, имеют хлориновое макроцикловое кольцо с единственным полностью восстановленным пиррольным кольцом IV. В отличие от всех остальных хлорофиллов и бактериохлорофиллов, у них отсутствует остаток -COOCH3 в положении R5, характерный для всех прочих хлорофиллов и бактериохлорофиллов. Каждый из этих бактериохлорофиллов имеет несколько форм, отличающихся радикалами R3 и R4, a также этерифицирующим спиртом R5.
| Название            | Структура | R1      | R2                 | R3        | Связь С7-С8 | R4        | R5              | R6                     | R7 |
| ------------------- | --------- | ------- | ------------------ | --------- | ----------- | --------- | --------------- | ---------------------- | -- |
| Бактериохлорофилл a |           | -CO-CH3 | -CH3a              | -CH2CH3   | одинарная   | -CH3      | -CO-O-CH3       | -фитил -геранилгеранил | -H |
| Бактериохлорофилл b | -CO-CH3   | -CH3a   | =CH-CH3            | одинарная | -CH3        | -CO-O-CH3 | -фитил          | -H                     |    |
| Бактериохлорофилл c | -CHOH-CH3 | -CH3    | -C2H5b -C3H7 -C4H9 | двойная   | -CH3 -C2H5  | -H        | -фарнезил и др. | -CH3                   |    |
| Бактериохлорофилл d | -CHOH-CH3 | -CH3    | -C2H5b -C3H7 -C4H9 | двойная   | -CH3 -C2H5  | -H        |                 |                        |    |
| -H                  |           |         |                    |           |             |           |                 |                        |    |
| Бактериохлорофилл e | -CHOH-CH3 | -CHO    | -C2H5b -C3H7 -C4H9 | двойная   | -CH3 -C2H5  | -H        | -фарнезил и др. | -CH3                   |    |
| Бактериохлорофилл f |           |         |                    |           |             |           |                 |                        |    |
| двойная             |           |         |                    |           |             |           |                 |                        |    |
| Бактериохлорофилл g | -CH=CH2   | -CH3a   | =СH-CH2            | одинарная | -CH3        | -CO-O-CH3 | -геранилгеранил | -H                     |    |

## Химические свойства
Бактериохлорофиллы неустойчивы к действию света, кислот и окислителей. В полярных растворителях (например, в метаноле) они легко подвергаются алломеризации; в присутствии кислот — теряют центральный атом магния (феофитинизируются) и/или этерифицирующий остаток (фитол/фарнезол/геранилгериниол и др.).
Бактериохлорофиллы b и g, имеющие этилиденовый остаток при С-8, в слабокислой среде изомеризуются с образованием хлоринов. Особенно легко изомеризуется бактериохлорофилл g, превращающийся в результате в хлорофилл аG.
Под действием кислорода в молекулах бактериохлорофиллов происходит окислительный разрыв пятичленного кольца V; в дальнейшем образовавшиеся кислотные остатки у атомов с-13 и С-14 могут вновь замкнуться в шестичленное ангидридное кольцо с образованием бактериопурпуринов или пурпуринов.

## Биосинтез

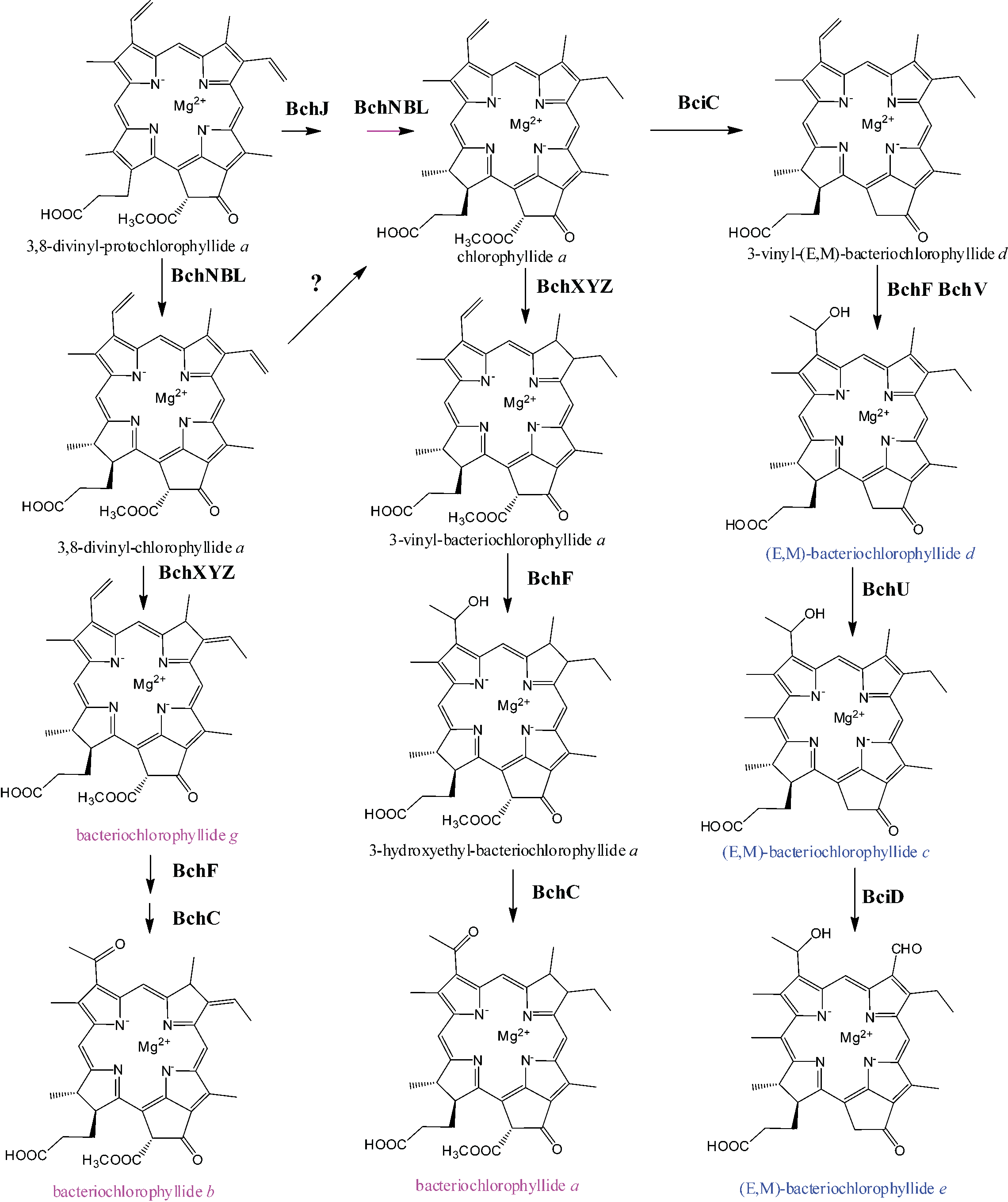
Схема биосинтеза бактериохлорофиллидов.

Упрощенная схема биосинтеза бактериохлорофиллидов a, b и g, а также (E,M)-бактериохлорофиллидов с-e, показана на рисунке.
Ранее предполагалось, что первая стадия биосинтеза бактериохлорофиллов с-e, образование кольца V без карбоксиметильного заместителя при С132, может происходить еще до образования 3,8-дивинил-протохлорофиллида a. В настоящее время это считается маловероятным.
Последняя ступень биосинтеза, превращение бактериохлорофиллидов в бактериохлорофиллы, осуществляется с помощью эстераз, кодируемых генами BchG у бактериохлорофиллов a, b и g и BchK у хлоробиум-хлорофиллов. В синтезе метилированных форм бактериохлорофиллов с-e принимают участие также метилаза С121-углерода BchR и С82-метилаза BchQ. Их субстратами, по-видимому, служат любые хлорофиллиды с гидроксиметильным остатком при С3, то есть метилирование может происходить на любом этапе после образования 8-этил-12-метил-бактериохлорофиллида d.

## Распространение
Наиболее широко распространенный пигмент аноксигенных фототрофных бактерий — бактериохлорофилл а. Он является преобладающим хлориновым пигментом в реакционных центрах большинства фототрофных протеобактерий, у всех зеленых серобактерий (Сhlorobiaceae) и нитчатых аноксигенных фототрофов (Chloroflexiа). У немногих фототрофных протеобактерий бактериохлорофилл а полностью замещается бактериохлорофиллом b. Бактериохлорофилл g обнаружен только у одной небольшой по количеству видов и распространению группы бактерий, гелиобактерий.
Бактериохлорофиллы с-f присутствуют исключительно в хлоросомах, особых фотосинтетических антенных комплексах, имеющихся у всех зелёных серных бактерий (Chlorobiales), некоторых нитчатых аноксигенных фототрофов (Chloroflexia), а также у недавно обнаруженной фотогетеротрофной ацидобактерии Chloracidobacterium thermophilum.
| Пигмент             | Группа бактерий                                                                                   | Максимум инфракрасного поглощения in vivo (нм) |
| ------------------- | ------------------------------------------------------------------------------------------------- | ---------------------------------------------- |
| Бактериохлорофилл a | Пурпурные бактерии (большинство),Chlorobiaceae, Chloroflexales и Chloracidobacterium thermophilum | 805-815, 830—890                               |
| Бактериохлорофилл b | Пурпурные бактерии (некоторые)                                                                    | 835-850, 1020—1040                             |
| Бактериохлорофилл c | Chlorobiaceae (зеленые штаммы) большинство Chloroflexia, Chloracidibacterium thermophilum         | 745-755                                        |
| Бактериохлорофилл d | зеленые штаммы Chlorobiaceae, Chloronema (Chloroflexia)                                           | 705-740                                        |
| Бактериохлорофилл e | коричневые штаммы Chlorobiaceae                                                                   | 719-726                                        |
| Бактериохлорофилл f | некоторые лабораторные штаммы Chlorobiaceae                                                       | ~705-707                                       |
| Бактериохлорофилл g | Гелиобактерии                                                                                     | 670-788                                        |